# ناوكي تشيبا
ناوكي تشيبا (باليابانية: 千葉 直樹) (24 يوليو 1977 في سنداي في اليابان – )؛ هو لاعب كرة قدم ياباني سابق كان يلعب كلاعب وسط.

## وصلات خارجية
- ناوكي تشيبا على موقع رابطة كرة القدم اليابانية للمحترفين (اليابانية)
- ناوكي تشيبا على موقع قاعدة بيانات كرة القدم.إي يو (الإنجليزية)
- ناوكي تشيبا على موقع Soccerway.com (الإنجليزية)
- ناوكي تشيبا على موقع عالم كرة القدم.نت (الإنجليزية)